# Škoda 903

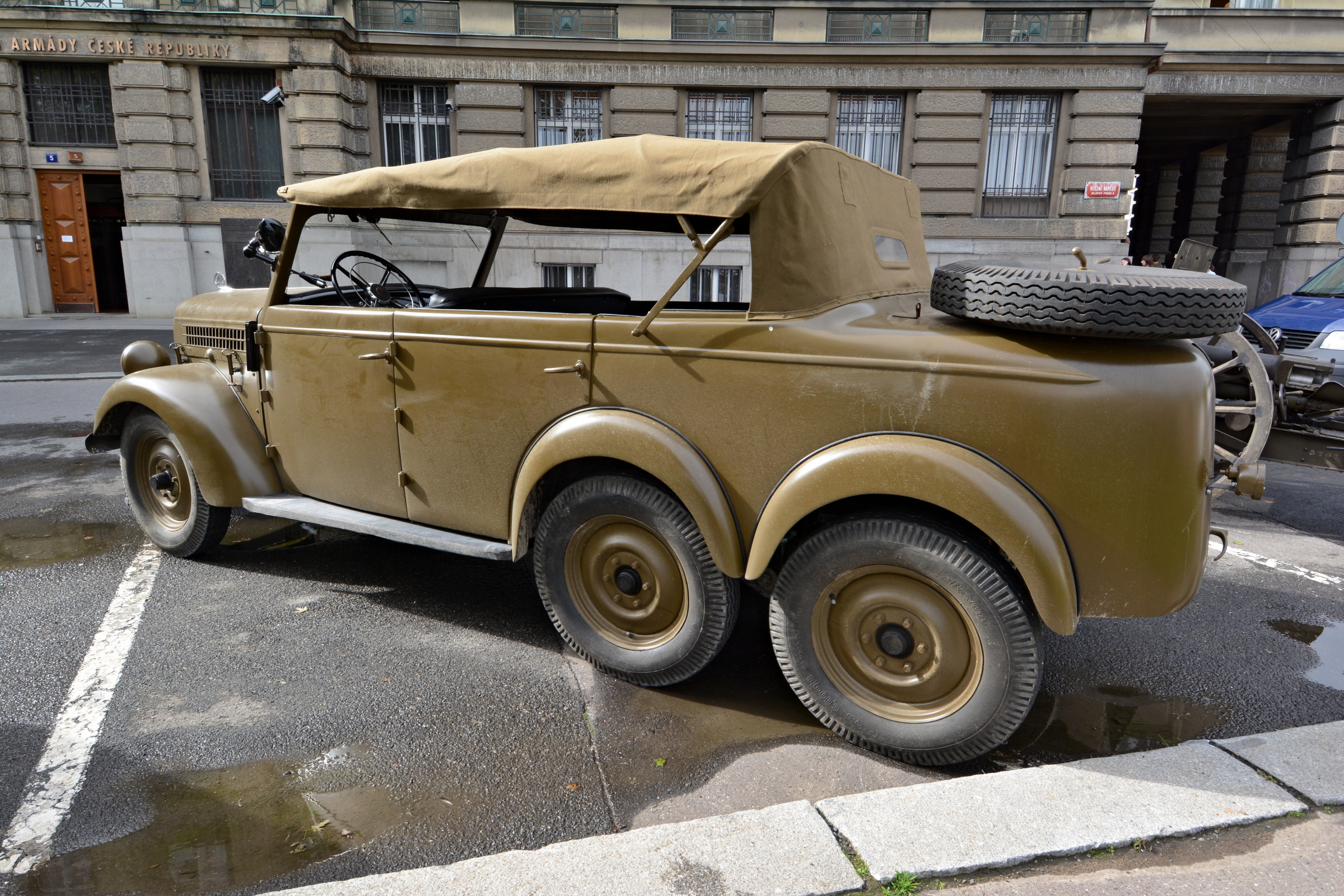
Škoda 903 w wersji produkcyjnej

Škoda 903 – trzyosiowy (6×4) wojskowy samochód terenowy, skonstruowany w 1936 roku w zakładach Škoda, wyprodukowany w krótkiej serii w latach 1940-1941.

## Prototypy
W drugiej połowie lat 30. Škoda przystąpiła do skonstruowania własnego terenowego pojazdu wojskowego. 
Pojazd oparty był na centralnej rurowej ramie i posiadał trzy osie, z których dwie tylne były napędowe. Moc przenoszona była z czterosuwowego sześciocylindrowego dolnozaworowego silnika umieszczonego podłużnie nad przednią osią o pojemności 2703 cm³ i mocy maksymalnej 44 kW (60 KM), przejętego z modelu Superb. Również oś przednia z wahaczami poprzecznymi i poprzecznym resorem była zaadaptowana z modelu Superb. Osie tylne miały blokadę mechanizmu różnicowego i reduktor, półosie były wahliwe, resorowane jednym resorem półeliptycznym po każdej stronie. Pojazd osiągał maksymalną prędkość rzędu 90 km/h.
W 1936 roku wyprodukowano dwa podwozia, używane podczas prób z prowizorycznymi karoseriami z przednią częścią Škody Superb). W 1938 roku pierwszy prototyp otrzymał otwartą karoserię z rozkładanym dachem brezentowym, typu określanego jako brek, w firmie Dezort z Pilzna, z dwoma siedzeniami z przodu i dwoma wzdłużnymi trzyosobowymi ławkami z tyłu. Samochód miał długość 4600 mm i troje drzwi (jedne w tylnej ściance). Otrzymał też nowy silnik 2914 cm³ o mocy 63 KM. Koła zapasowe przewożono za przednimi błotnikami. Drugi samochód wykończono w 1938 w firmie Dezort z zamkniętym dwudrzwiowym sześciomiejscowym  nadwoziem (określanym jako limuzyna). Koło zapasowe przewożono na tylnej ściance. W 1940 roku oba samochody przejęli Niemcy. Jeszcze jeden pojazd został wykończony z nowym nadwoziem w firmie Sodomka w 1943 roku i sprzedany armii Chorwacji.
Wymiary prototypów:
- długość: 4600/5150 mm
- wysokość: 1900 mm
- szerokość: 1800 mm[2]
- prześwit: 225 mm[2]
- rozstaw osi (przód/tył): 2470/920 mm[2]
- rozstaw kół: 1400 mm[2]
- rozmiar opon: 5,50-18[2]
- masa: 2200 kg[2]

## Produkcja seryjna
Samochody seryjne Škoda 903 powstały na zamówienie Jugosławii, która zainteresowała się w 1940 roku pojazdami Skody i zakupiła partię 136 mniejszych samochodów Škoda Popular 1100. 
Podobnie jak prototyp z roku 1936 pojazd wyposażony był w trzy osie, z których dwie tylne były napędowe, z reduktorem terenowym. Moc przenoszona była z czterosuwowego sześciocylindrowego górnozaworowego silnika umieszczonego podłużnie nad przednią osią o pojemności 3137 cm³ i mocy maksymalnej 55,2 kW (75 KM) przy 3300 obr./min, zaadaptowanego z samochodu Superb 3000 OHV ze zmianami. Pojazd osiągał maksymalną prędkość 100 km/h. Nadwozie było odkryte, typu określanego jako faeton, ze składanym do tyłu dachem, dwoma parami drzwi i trzema rzędami siedzeń. Dwa koła zapasowe były przewożone poziomo na bagażniku.
Na początku 1941 roku wyprodukowano 42 egzemplarze Škody 903 (z tego trzy bez nadwozia), lecz na skutek niemieckiej napaści na Jugosławię, nie zostały już dostarczone. Zostały one następnie przejęte przez dowództwo niemieckiej armii (OKH). Pozostałe trzy samochody zostały skarosowane dopiero wiosną 1943 roku w firmie Sodomka, gdzie otrzymały nadwozia typu brek, z dwoma siedzeniami z przodu i dwoma wzdłużnymi ławkami z tyłu. Pojazdy te zostały następnie sprzedane armii Chorwacji, dla jednostek obrony przeciwlotniczej, wraz z czwartą wcześniej wyprodukowaną Škodą 903.